# Cal Llonch (Rubí)
Cal Llonch és un edifici situat al carrer de Terrassa, 28-30 de Rubí (Vallès Occidental), catalogat com a bé cultural d'interès local.

## Història
El 1860, Maria Josepa de Sarriera i de Copons, marquesa de Moja i de Cartellà, va establir en emfiteusi una parcel·la dels terrenys del castell de Rubí al paleta Vicenç Llugany i Muixí (1823-1894). Casat amb Eulàlia Salvatella i Casajoana, tenien una única filla, de nom Lluïsa (1853-1917), i la família vivia en una de les casetes del carrer de la Justícia que hi havia dintre de la mateixa finca. El 1872, Lluïsa Llugany es va casar amb Jaume Llonch, i aquest matrimoni devia ser el motiu per a construir una nova residència familiar, projectada aquell mateix any pel mestre d'obres terrassenc Jaume Comerma i Torrella. En aquest projecte es pot observar la manca del segon pis i l’existència de dues finestres (que potser no es van arribar a obrir o bé foren tapiades en època posterior).
Jaume Llonch va morir va morir el 1879, i el 1886, Lluïsa Llugany es va casar en segones noces amb Pere Calders i Valls, natural de Sant Cugat. El 1894 morí Vicenç Llugany i els seus béns passaren a mans de la seva filla Lluïsa com a única hereva. El 1899, l'hereu Gabriel Llonch i Llugany (1874-1943), d'ofici semoler, va fundar una pastisseria a la plaça de Catalunya, en una casa construïda el 1882 per Vicenç Llugany, on va anar a viure amb la seva mare, i es va casar amb Josepa Majó i Vallhonrat (1879-1954), del qual matrimoni nasqueren Eulàlia (1905-1992) i Josepa Llonch i Majó (1910-1988). El segon fill, Antoni Llonch i Llugany (1879-1963), va marxar a Amèrica cap al 1909, establint-se a L'Havana, on va fundar una empresa constructora amb el seu germà Miquel Calders i Llugany (1889-1974).
Durant aquells anys, la casa del carrer de Terrassa va romandre deshabitada, i a la mort de Lluïsa Llugany el 1917, passà a mans d’Antoni Llonch, qui la va anar llogant a diverses famílies al llarg del temps (el 1920 hi vivia una d'immigrants de Múrcia i Almeria), i el 1946, va redimir per la quantitat de 2.400 pessetes el cens que tenia el marquès de Barberà sobre la finca. Mort el 1963 sense descendència, la propietat va passar a mans del seu germà Miquel i les seves nebodes Eulàlia i Josepa, a parts iguals. En morir tots ells també sense descendents, va heretar la casa una de les cosines de les germanes Llonch, Montserrat Vila i Majó, que el 2001 la vengué a la serralleria Suabad, promotora de l’Hotel Ciutat de Rubí.
A finals del 2003, van caure sis de les arcades de l'últim pis de la loggia, i dues dècades després, l'edifici continua abandonat i en un avançat estat de degradació.

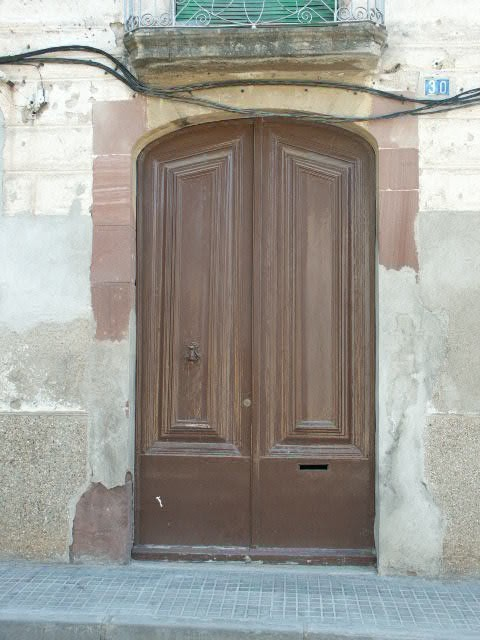
Porta

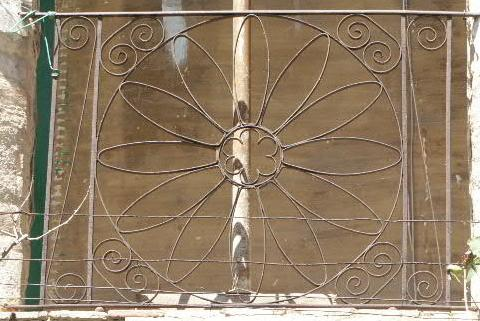
Detall d'una de les baranes de la loggia

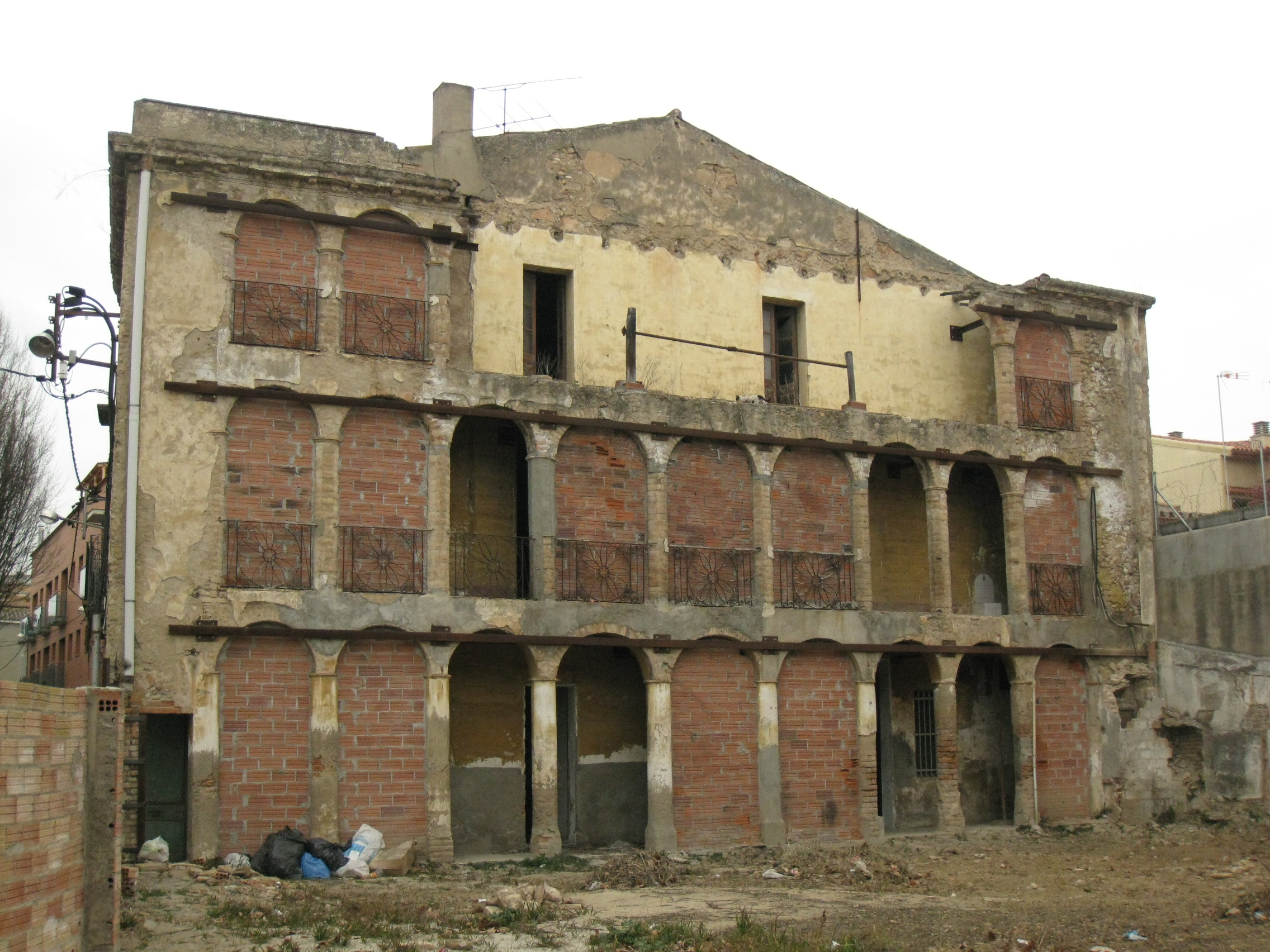
Estat actual de la loggia

## Descripció
Edifici cantoner de planta baixa i dos pisos, amb un jardí annex (actualment arrasat). La façana principal té una composició senzilla, amb una única filera d’obertures; als baixos hi ha la porta d'accés, amb brancals de carreus de gres vermell (que havien estat amagats sota un arrebossat i un sòcol de conglomerat moderns), sobre la qual s'obre un balcó amb llosana d’obra aixamfranada i barana de ferro forjat amb motius florals; el segon pis té un balcó reduït a finestra ampitada. El coronament té una cornisa guarnida amb petits permòdols que unifica tot l'edifici. El mur és estucat amb un encintat de carreus a la planta baixa i un encoixinat als extrems, a més de línies d’especejament horitzontal a l’alçada de les llosanes dels balcons. A la part dreta hi ha una discontinuïtat que correspon al cos afegit en una etapa constructiva posterior, en el qual s'obre una petita porta que permet accedir al jardí directament des del carrer, sobre la qual hi ha sengles finestretes tapiades.
La loggia de la façana sud que s'obre al jardí és, sens dubte, l’element més notable de l’edifici. Consta de tres pisos de nou arcades de mig punt d'obra de fàbrica a sardinell sobre pilars octogonals de maó revestit, on les tres fileres centrals són una mica més amples que la resta. El conjunt és rematat per una continuació de la cornisa de la façana principal, sobre la qual s'alça una barana cega centrada amb un frontó triangular, que contribueix a harmonitzar amb la teulada a dues vessants. Aquesta obra s'emmarca en la moda de les cases dels americanos o indianos, inspirades en l'arquitectura colonial americana, especialment la de Cuba, on els porxos i galeries d’arcades de mig punt sobre columnes toscanes (l’anomenada «arcada florentina» del Renaixement italià) són un element molt freqüent.
El jardí estava separat del carrer per una tanca d'obra coronada amb una reixa de ferro, i tenia un pou alimentat per les aigües del rec del Clausell (que discorre sota el carrer de Terrassa), al costat del qual hi havia un safareig. A l’altre extrem de la parcel·la i fent front al carrer de la Justícia, hi havia dues casetes bessones de planta baixa i pis, i a la cantonada amb el carrer de Terrassa, un cobert de planta baixa amb un forn de pa.